# Vale LP
Vale LP, pseudonimo di Valentina Sanseverino (Napoli, 5 ottobre 1999), è una cantautrice e rapper italiana.

## Biografia

### Infanzia ed esordi
Nata nel 1999 a Napoli e trasferitasi successivamente nel casertano insieme alla sua famiglia, Valentina Sanseverino ha trascorso l'infanzia e l'adolescenza a Sparanise, in provincia di Caserta.
Nel 2018 ha compiuto il proprio esordio discografico pubblicando la sua musica attraverso la piattaforma musicale SoundCloud, dove si è fatta notare dalla scena dell'hip hop con il nome d'arte di "Vale LP", abbreviazione di "Vale la Pena". Nel 2020 ha pubblicato il suo primo singolo ufficiale Carini.

### 2020-2023:Fine fra' meeE sono felice
Il 10 maggio 2020 ha pubblicato il suo EP di debutto Fine fra' me, contenente quattro tracce e distribuito dall'etichetta Conspiracy Agency. Nel 2021 ha partecipato alla quindicesima edizione del talent show musicale X Factor, dove è stata eliminata nel corso della terza puntata della fase live. Nello stesso anno ha pubblicato i singoli Temporale (in collaborazione con Close Listen e Zollo), Amerika e Chéri.
Nel 2022 ha pubblicato i singoli Giardino e Porcella. Il 21 aprile 2023 è uscito il suo nuovo singolo Saliva, che ha visto la collaborazione di Tripolare. Il 30 giugno ha pubblicato il suo secondo EP, E sono felice, contenente sei tracce e distribuito dalle etichette Epic Records e Sony Music.

### 2023-2024: Sanremo Giovani 2023 e l'album di debuttoGuagliona
Il 19 novembre 2023 ha partecipato alla finale della diciassettesima edizione del concorso canoro Sanremo Giovani con il brano Stronza, classificandosi al quarto posto e non riuscendo tuttavia ad accedere al Festival di Sanremo 2024.
Il 13 aprile 2024 è uscito il suo nuovo singolo Fortuna, che ha anticipato l'uscita dell'album di debutto Guagliona, contenente tredici tracce e distribuito il 17 maggio dalle etichette Sugar Music e Universal Music Italia. Il 28 giugno è stato reso disponibile il brano Guagliona, in collaborazione con Lil Jolie.

### 2024-presente: Sanremo Giovani, Festival di Sanremo 2025 eLe ragazze della valle
Dal 12 novembre al 18 dicembre 2024 ha partecipato in coppia con Lil Jolie alla diciottesima edizione del concorso Sanremo Giovani con il brano Dimmi tu quando sei pronto per fare l'amore, risultando entrambe finaliste e ottenendo quindi la possibilità di prendere parte al Festival di Sanremo 2025 nella sezione delle "Nuove proposte" con lo stesso brano presentato a Sanremo Giovani. Infine, entrambe non sono riuscite a classificarsi tra i finalisti, venendo eliminate nella semifinale svoltasi il 12 febbraio, nel corso della seconda serata della manifestazione.
Il 14 marzo 2025 è uscito il singolo Le ragazze della valle, realizzato insieme a Lil Jolie. Il 25 aprile, sempre con quest'ultima, ha pubblicato il singolo Dalle 9 alle 9, in collaborazione con Irbis. Il 23 maggio, insieme a Lil Jolie, ha pubblicato l'album collaborativo Le ragazze della valle, contenente sette tracce, da cui sono stati estratti i tre singoli pubblicati in precedenza e il nuovo inedito Googleamore.

## Discografia

### Album in studio
- 2024 – Guagliona
- 2025 – Le ragazze della valle (con Lil Jolie)

### EP
- 2020 – Fine fra' me
- 2023 – E sono felice

### Singoli
- 2020 – Carini
- 2021 – Temporale (con Close Listen e Zollo)
- 2021 – Amerika
- 2021 – Chéri
- 2022 – Giardino
- 2022 – Porcella
- 2023 – Saliva (feat. Tripolare)
- 2023 – Stronza
- 2024 – Fortuna
- 2024 – Guagliona (feat. Lil Jolie)
- 2024 – Dimmi tu quando sei pronto per fare l'amore (con Lil Jolie)
- 2025 – Le ragazze della valle (con Lil Jolie)
- 2025 – Dalle 9 alle 9 (con Lil Jolie feat. Irbis)
- 2025 – Googleamore (con Lil Jolie)

### Collaborazioni
- 2022 – Soliloquio (Lil Jolie feat. Vale LP, dall'EP Bambina)
- 2020 – Non mi capirai mai (CoCo feat. Lil Jolie e Vale LP, dall'album Floridiana)
- 2025 – Serenata funky (Napoleone feat. Vale LP, dall'album Moderno Italian Touch)

## Programmi televisivi
- X Factor (Sky Uno, Now, TV8, 2021) - concorrente

## Partecipazioni a manifestazioni canore
- Festival di Sanremo (Rai 1)
  - 2025 – Non finalista sezione "Nuove proposte" con Dimmi tu quando sei pronto per fare l'amore, in coppia con Lil Jolie
- Sanremo Giovani (Rai 1)
  - 2023 – 4º posto nella diciassettesima edizione con Stronza
  - 2024 – Finalista della diciottesima edizione con Dimmi tu quando sei pronto per fare l'amore, in coppia con Lil Jolie